# Pierre-Jean-Baptiste Nougaret
Pour les articles homonymes, voir Nougaret.
Pierre-Jean-Baptiste Nougaret, né le 16 décembre 1742 à La Rochelle et mort le 27 juin 1823 à Paris, est un homme de lettres français. Polygraphe, il est l'auteur de plus de cent quarante volumes portant sur les sujets les plus divers et dans tous les genres : poésies sérieuses et bouffonnes, drames, parodies, compilations historiques, écrits politiques, recueils d'anas, romans épistolaires, romans-mémoires. Il est surtout renommé pour ses démêlés avec Nicolas Edme Restif de La Bretonne, qu'il a rencontré à son arrivée à Paris en 1766.

## Biographie
Né le 17 décembre 1742 à La Rochelle, baptisé le lendemain en l'église Saint-Jean du Perrot, il est le fils aîné de Pierre Nogaret, négociant originaire de Caux installé à La Rochelle depuis trois ans, et de Marie-Louise Bourgeois, fille d'un procureur au siège présidial de cette ville, mariés dans la même église le 14 novembre 1741,. 
Après avoir fait jouer, au théâtre de Toulouse, avec quelque succès, une petite comédie en un acte et en vers intitulée l’Incertain (1760), parodie de Zulica, imitée de l'Irrésolu de Destouches, Nougaret fait un bref séjour à Lyon, avant de s'établir à Paris, où il publie quelques pièces de vers ainsi qu'un roman ordurier, La Capucinade, qui lui vaut quelques mois de prison.
Encouragé par Voltaire, à qui il adresse une héroïde intitulée l’Ombre de Calas (Paris, 1765, in-8o), il commence à écrire. Il rédige plus de cent ouvrages, qui ne se distinguent pas plus par le soin du style que par la décence ou la vérité historique.
À Paris, il se marie avec Angélique Thomin, fille de Marc Thomin, « ingénieur en optique de la Reine » demeurant dans le Cloître-Saint-Benoît, auteur d'une Instruction sur l'usage des lunettes ou conserves (1746) et d'un Traité d'optique mécanique (1749), né à Toury en 1707 et mort à Paris le 21 décembre 1752 à l'âge de quarante-cinq ans, avec laquelle il a deux filles. L'aînée, Charlotte-Éléonore-Césarine, voit le jour à Paris le 29 novembre 1768 ; elle est baptisée le lendemain à Saint-Séverin.
Sous la Révolution française, il est employé dans diverses administrations puis devient agent du comité de sûreté générale en province. En août 1792, il est envoyé à Grenoble avec Pierre Laligant, dit Morillon, qui a dénoncé une conspiration,. Chef du bureau de surveillance à la Commune de Paris, il est renvoyé sur dénonciation de Pache et de Chaumette.
Le 4 septembre 1795, la Convention nationale lui octroie 2 000 livres dans le cadre d'un décret en faveur des gens de lettres.
Il meurt le 27 juin 1823 à Paris, au no 4 de la rue d'Assas, à l'âge de quatre-vingts ans et six mois.

## Œuvres
Parmi la multitude d’œuvres de ce prolifique poète, romancier, auteur dramatique, moraliste et surtout auteur d’ouvrages licencieux, on cite :
- La Famille en désordre (écrit entre 1758 et 1763), parodie du Père de famille de Denis Diderot
- Lucette ou les Progrès du libertinage, roman (Paris, Quillau, 1763-1766, 6 vol. in-18)
- La Capucinade, roman très licencieux (1765, in-12)
- Ainsi va le monde, ou les jolis péchés d’une marchande de mode, roman (Paris, 1769, in-12, plusieurs fois réimpr.)
- De l'art du théâtre en général (1769, 2 vol. in-12)
- les Mille et une Folies, contes (Paris, 1771, 4 vol. in-12)
- Almanach forain, ou les différens Spectacles des Boulevards et des Foires de Paris (1773)
- Les Astuces de Paris, anecdotes parisiennes (1775)
- Anecdotes du règne de Louis XVI (1776-1791, 6 vol. in-12)
- Le Vidangeur sensible, drame en trois actes (1777)
- La Paysanne pervertie, ou Mœurs des grandes villes (1777)
- Suzette et Pierrin ou les Dangers du libertinage (Londres et Paris, Bastien,1778 ou 1780, deux volumes in-12 )
- Les Faiblesses d'une jolie femme (1779)
- Éloge de Voltaire, poème (1779)
- Les Sottises et les Folies parisiennes (1781)
- Les Dangers de la sympathie : Lettres de Henriette de Belval, au Baron de Luzi, & de différentes personnes qui ont eu part aux principaux évènemens de sa vie (1785)
- Historiettes du jour, ou Paris tel qu'il est (1787)
- Suite de la Pucelle d’Orléans, en sept chants ; poème héroï-comique, Par M. de Voltaire : Trouvée à la Bastille le 14 juillet 1789, Berlin et Paris, Laurens junior, 1790.
- Histoire des prisons de Paris et des départements (1797, 4. vol. in-12)
- Sémiramis, tragédie lyrique en trois actes (1802)
- les Mœurs du temps, ou Mémoires de Rosalie de Terval, roman (1802, 4 vol. in-12)
- Histoire du donjon et du château de Vincennes (1807, 3 vol. in-8°
- Anecdotes militaires de tous les peuples (1808, 4 vol, in-8)
- les Enfants célèbres (1810, 2 vol. in-12)
- Beautés de l’histoire d’Angleterre (1811, in-12), d’Allemagne (1812, in-12), de Pologne (1814, in-12), d’Espagne (1814, in-12), de Suède (1817), de Paris (1820, in-12), du règne des Bourbons (1822, in-12), de l’Histoire ecclésiastique (1822, in-12), de l'histoire des États-Unis de l'Amérique Septentrionale(1824), etc.
- Aventures les plus remarquables des marins ou Précis des naufrages et accidens sur mer les plus extraordinaires depuis le XVe siècle jusqu'à nos jours, Paris, Belin, 1835, 352 p. (lire en ligne)